# Ugly Americans
Ugly Americans è una sitcom animata statunitense e canadese del 2010, creata da Devin Clark e sviluppata da David M. Stern. 
La serie è incentrata sulla vita di Mark Lilly, un assistente sociale alle dipendenze del Dipartimento per l'integrazione, in una realtà alternativa dove la città di New York è abitata da mostri e altre creature. 
La serie è stata trasmessa per la prima volta negli Stati Uniti su Comedy Central dal 17 marzo 2010 al 25 aprile 2012, per un totale di 31 episodi ripartiti su due stagioni. 
Un videogioco basato sulla serie intitolato Ugly Americans: Apocalypsegeddon è stato distribuito nel 2011 su Xbox 360 e PlayStation 3, ricevendo recensioni per lo più negative.

## Trama
Un uomo ottimista e dalle buone maniere di nome Mark Lilly si trasferisce a Manhattan, località abitata da umani e da un'ampia varietà di creature strane o demoniache. Mark diventa un assistente sociale presso la Divisione dei servizi sociali del Dipartimento per l'integrazione, un sottogruppo del Dipartimento per la sicurezza interna degli Stati Uniti, specializzandosi nel facilitare l'integrazione dei non umani in città.
Mark vive con un coinquilino zombi pigro e ipersessuale, ha un collega mago e un capo demone. La sua ragazza succuba, che lavora anche lei nel Dipartimento per l'Integrazione, è la figlia del Diavolo e di una donna umana. Mark lotta per rimanere allegro e politicamente corretto mentre lavora con i suoi compagni bizzarri e spesso pericolosi.

## Episodi
| Stagione         | Episodi | Prima TV USA | Prima TV Italia |
| ---------------- | ------- | ------------ | --------------- |
| Prima stagione   | 14      | 2010         | 2025            |
| Seconda stagione | 17      | 2011-2012    | 2025            |

## Personaggi e doppiatori

### Personaggi principali
- Mark Lilly, voce originale di Matt Oberg, italiana di Lorenzo Briganti.

Un ragazzo di 21 anni appena trasferitosi a Manhattan che lavora nella divisione servizi sociali presso il Dipartimento dell'Integrazione. Mentre frequentava il college è stato nella fratellanza della Zeta Psi. In seguito si è trasferito nel suo primo appartamento, un bilocale che ha trovato su Craigslist. Il suo compagno di stanza è uno zombi. Nonostante le frustrazioni del suo lavoro in cui il suo capo Twayne Boneraper ha ridotto i servizi sociali a due persone per trasferire i finanziamenti alle forze dell'ordine, Mark mantiene un atteggiamento positivo. Ha una relazione saltuaria con il suo diretto superiore, una succube lunatica di nome Callie Maggotbone. Nonostante il suo atteggiamento rilassato nei confronti della sua vita personale, Mark si dedica al suo lavoro e alle persone di cui si prende cura, entrando in conflitto con Francis Grimes nel corso dei suoi tentativi di aiutare gli immigrati bisognosi. Poiché Mark è completamente poco istruito sulle diverse specie che abitano New York, spesso commette errori durante i suoi casi. Inoltre ha un'ossessione per le uova e gli piacciono le ruote panoramiche. In diverse occasioni ha dichiarato la sua intenzione di chiamare i suoi figli Ethan e Desiree.
- Randall Skeffington, voce originale di Kurt Metzger, italiana di Matteo Garofalo.

Il coinquilino di Mark che è diventato uno zombi nel tentativo di conquistare una ragazza con una fissazione per gli zombi, nonostante in seguito sia passata agli stregoni. Trascorre le sue giornate facendo lavori saltuari per pagare l'affitto (incluso realizzare filmati porno amatoriali con telecamere nascoste). Usa spesso una sorta di slogan nel quale dice la parola "merda" in un modo stereotipato di un gemito di zombi alla ricerca di cervelli. Viene dal South Jersey, una comunità ferocemente anti-zombi e per il quale è stato costretto a nascondere le sue condizioni ai suoi genitori (in particolare a suo padre che ha combattuto nella guerra civile tra umani e zombi). A causa della sua natura, Randall perde spesso parti del corpo per decomporsi, costringendolo a trovare delle sostituzioni nei mercatini dell'usato. Trova attraente l'odore e il sapore della carne umana. In un'occasione ha dimostrato che il suo pene è una creatura vivente a sé stante.
- Callie Maggotbone, voce originale di Natasha Leggero, italiana di Erika Di Gioia.
- Leonard Powers, voce originale di Randy Pearlstein, italiana di Gianni Quillico.
- Twayne Boneraper, voce originale di Michael-Leon Wooley, italiana di Walter Rivetti.
- Francis Grimes, voce originale di Larry Murphy, italiana di Gianluca Iacono.

### Personaggi ricorrenti
- Uomo croato, voce originale di Devin Clark, italiana di Claudio Colombo.
- Erik, voce originale di Randy Pearlstein, italiana di Amedeo Preziosi.
- Grande Cervello, voce originale di Randy Pearlstein, italiana di Livio Facelgi.
- Toby, voce originale di Pete Holmes, italiana di Andrea Rotolo.
- Aldermach "Mac" Maggotbone, voce originale di Larry Murphy, italiana di Luca Ghignone.
- Rosie, voce originale di Julie Klausner, italiana di Francesca Giorgi.
- Martin, italiana di Fabio Simoni.
- Buddha, italiana di Davide Quartini.
- Medusa, italiana di Elisabetta Cucci.

## Produzione
Basata sulla webserie 5 On with Alan Whiter di Devin Clark, è stata sviluppata successivamente dall'ex scrittore de I Simpson, David M. Stern. Nel maggio 2009, Comedy Central ha ordinato una prima stagione di Ugly Americans, composta inizialmente da sette episodi. Dopo la messa in onda di quest'ultimi, la serie è stata rinnovata per altri sette episodi, formando la seconda parte della stagione, andati in onda dall'ottobre 2010. Dal 30 giugno 2011 sono stati trasmessi i primi dieci episodi della seconda stagione, continuati successivamente dal 14 marzo 2012 terminando con altri sette episodi.
Nel marzo 2013 è stato riferito che Comedy Central "non [andrà] avanti con la produzione di una nuova stagione della serie". Il 29 maggio 2013, un aggiornamento su una potenziale terza stagione è stato pubblicato sulla pagina Facebook di Ugly Americans affermando che "la rete ha fatto tutto ciò che era in suo potere per mantenere in vita la serie cercando di trovare finanziamenti esterni", tuttavia non è stata mai trasmessa.

## Trasmissione internazionale
- 17 marzo 2010 negli Stati Uniti d'America su Comedy Central;[7]
- 4 marzo 2011 in Germania su Comedy Central;[8][9]
- 10 giugno 2025 in Italia su Comedy Central.[10]